# Нетен Зангмо
Нетен Зангмо (нар. 23 вересня 1961, Бумтанг, Бутан) — урядовець і політик Бутану. Вона очолювала Антикорупційну комісію Бутану і була першою жінкою в країні, якій за її роботу було присвоєно звання Дашо. З 29 травня 2017 року вона є лідером партії Бутан Куен-Ням.
Народилася в Джакарі і здобула освіту в державній школі в Трашіганзі, почала працювати на держслужбі Бутану в 1985 році як стажер Національної служби, а потім обіймала посади в Міністерстві освіти. У 1986—1989 роках вона працювала віце-директором Королівської політехніки Бутану; між 1990 і 1992 роками вона працювала керівником цієї установи. 19 жовтня 1990 року вона перейшла до Королівського технічного інституту, де була директором до 1995 року. Вона стала директором комісії з планування в 1996 році й обіймала цю посаду до 1999 року. В період з 1999 по 2003 рік вона працювала секретарем у Секретаріаті Кабінету Міністрів; а між 2003 і 2006 роками — секретарем у Міністерстві закордонних справ. Вона була призначена королем Джігме Сінг'є Вангчуком головою Антикорупційної комісії 4 січня 2006 р.
Будучи головою Антикорупційної комісії, вона розпочала запеклу антикорупційну кампанію, порушивши справи проти багатьох відомих людей. Корупція була прийнятною та поширеною, тож вона також працювала над підвищенням обізнаності громадськості. У процесі вона стикалася з погрозами та образами. Однак король Бутану Джігме Кхесар Намг'ял Вангчук підтримав її і присвоїв їй титул Дашо, що зробило її першою жінкою, яка здобула цей титул.
Її іноді називають «Залізною леді Бутану» а також описують як «легендарну» та «найважливішу жінку в країні».